# حملاوي عكوشي
حملاوي عكوشي
داعية وسياسي جزائري ،يعتبر الشيخ حملاوي عكوشي واحداً من الوجوه الإسلامية البارزة في الساحة الجزائرية، وله حضور في الحياة السياسية على مدى السنوات العشرين الماضية.
ولد في شرق الجزائر وتحديدا في ولاية سكيكدة سنة 1949. فكان يعمل أثناء دراسته حتى حصل على شهادة الثانوية العامة ثم التحق بكلية التاريخ في مدينة قسنطينة ليتخرج فيها عام 1979.
في عام 1999 أسس حملاوي عكوشي مع عدد من نشطاء الحركة حركة الإصلاح الوطني  بعد أن ترك حركة النهضة بسبب الخلاف الذي نشب داخلها.   
انتخب لعهدتين في البرلمان عن حركة النهضة فالإصلاح لاحقا 1997-2007 .
أنتخب السيد حملاوي عكوشي أمينا عاما  لحركة الإصلاح الوطني وهو أحد قادة تكتل الجزئر الخضراء ويعتبر من ابرز المشاركين في أسطول كسر الحصار على غزة.